# Donau-Auen Nationalpark
Donau-Auen Nationalpark er et 9.300 ha stort naturområde i Wien og Niederösterreich, der udgør en af de største stort set uberørte flodlandskaber i Mellemeuropa på niveau med Donau. Den strækker sig fra Wien til Moravaflodens udmunding ved grænsen til Slovakiet, har en længde af 38 kilometer og måler på sit bredeste punkt 4 kilometer.
Nationalparken har siden 1996 været erklæret nationalpark af IUCN kategorie II og omfatter kommunerne Wien (Lobau), Groß-Enzersdorf, Orth an der Donau, Eckartsau, Engelhartstetten, Hainburg an der Donau, Bad Deutsch-Altenburg, Petronell-Carnuntum, Scharndorf, Haslau-Maria Ellend, Fischamend og Schwechat.
Siden 1983 har området været et Ramsarområde.
Lobau ved Wien er et biosfærereservat under UNESCO.

## Historie
Indtil det 19. århundrede var Donau en ureguleret flod. Fra da af begyndte menneskene gennem omfangsrige reguleringer af naturen at ændre flodlandskabet drastisk. Mange forgreninger blev opdæmmet, og er sidenhen blot blevet gennemstrømmet af mere højvande fra Donau. Videre massive indgreb fulgte gennem årtiers skovvidenskablige udnyttelse i store dele af flodengsskovene. I 1950'erne begyndte udbygningen af en næsten ubrudt kæde af vandkraftværk i den østrigske del af Donau (Donaukraft).

## Flora og fauna
I protektoratet befinder sig mere end 700 arter højerestående planter, mere end 30 pattedyr, 100 fuglearter, 8 krybdyr samt 13 padder og omkring 60 fiskearter.